# Mikulin AM-38
Mikulin AM-38 – radziecki lotniczy silnik tłokowy zbudowany na początku lat 40. w biurze Aleksandra Mikulina. AM-38 był rozwinięciem silnika AM-35. Silnik używany był w samolotach szturmowych Ił-2 i Ił-10. W warunkach polowych montowano go także do myśliwców MiG-3.

## Wersje
AM-38F
Wersja przystosowana do lotów na małej wysokości z większą mocą startową oraz możliwym dziesięciominutowym zwiększeniem mocy bojowej.
W-2
Wersja wysokoprężna o mocy 500KM stosowana między innymi w czołgu T-34.

## Zastosowanie
- Ił-2
- Ił-10

## Specyfikacja (AM-38F)
- Typ: 12-cylindrowy silnik widlasty z 60° rozwarciem cylindrów
- Średnica cylindra: 160 mm
- Skok tłoka: 190 mm/196,7 mm
- Objętość skokowa: 46,66 l
- Masa: 880 kg
- Sprężarka: jednostopniowa sprężarka odśrodkowa
- System chłodzenia: ciecz
- Moc: 1270 kW (1700 KM) przy 2350 RPM
- Objętość/moc: 27,2 kW/l
- Stopień sprężania: 6,0:1
- Moc/masa: 1,53 kW/kg